# バンダイナムコゲームスPRESENTS Jレジェンド列伝
『バンダイナムコゲームスPRESENTS Jレジェンド列伝』（バンダイナムコゲームスプレゼンツ ジェイレジェンドれつでん）は、バンダイナムコゲームス（後のバンダイナムコエンターテインメント）より2013年11月7日に発売された、ニンテンドー3DS用のゲームソフト。

## 概要
Vジャンプ20周年、ファミコン30周年を記念して発売されたタイトル。『週刊少年ジャンプ』に連載されていた漫画『ドラゴンボール』・『聖闘士星矢』・『魁!!男塾』・『幽☆遊☆白書』と、『Vジャンプ』連載の『GO!GO!ACKMAN』を原作とした、計9作品のファミコン・スーパーファミコン用ゲームソフトが収録されている。また、新要素としてヒント機能や中断セーブも追加された。
初回生産版限定で、さらに『ドラゴンボールZII 激神フリーザ!!』のダウンロード番号が付属する。

## 収録タイトル

### ファミリーコンピュータ
- ドラゴンボール 神龍の謎 （1986年11月27日発売、バンダイ）
- 聖闘士星矢 黄金伝説 （1987年8月10日発売、バンダイ）
- 聖闘士星矢 黄金伝説完結編 （1988年5月30日発売、シンセイ/バンダイ）
- ドラゴンボール 大魔王復活 （1988年8月12日発売、バンダイ）
- 魁!!男塾 疾風一号生 （1989年3月3日発売、バンダイ）
- ドラゴンボールZ 強襲!サイヤ人 （1990年10月27日発売、バンダイ）

初回封入特典
- ドラゴンボールZII 激神フリーザ!! （1991年8月10日発売、バンダイ）

### スーパーファミコン
- ドラゴンボールZ 超武闘伝2 （1993年12月17日発売、バンダイ）
- 幽☆遊☆白書 （1993年12月22日発売、ナムコ）
- GO GO ACKMAN 3 （1995年12月15日発売、バンプレスト）